# Salzsteppen-Wermut
Der Salzsteppen-Wermut (Artemisia santonicum L.), auch Salz-Beifuß, Strand-Beifuß und Ungarischer Beifuß genannt, ist eine Pflanzenart aus der Familie der Korbblütler (Asteraceae). Er ist in Mittel-, Südost- und Osteuropa verbreitet.

## Beschreibung

### Vegetative Merkmale
Der Salzsteppen-Wermut wächst als ausdauernder Chamaephyt bis Hemikryptophyt. Er erreicht Wuchshöhen von 20 bis 60 Zentimeter und ist stark aromatisch. Das Rhizom ist mehr oder weniger verholzt. Die Pflanze besitzt neben den blühenden auch vegetative, meist büschelig beblätterte Triebe.
Zumindest die unteren Laubblätter sind zwei- bis dreifach fiederschnittig und mehr oder weniger gestielt. Die meisten Stängelblätter sind am Grund deutlich geöhrt, die mittleren Stängelblätter erreichen eine Länge von 2 bis 3 Zentimeter (manchmal auch nur 1 Zentimeter). Die Laubblätter sind filzig behaart bis fast kahl und erscheinen daher grün oder etwas grau. Die meist 0,7 bis 1 Millimeter breiten Laubblattzipfel sind spitz.

### Generative Merkmale
In sparrigen, rispigen Gesamtblütenständen stehen viele aufrechte („var. erecta“) oder nickende („var. salina“), eiförmige körbchenförmige Teilblütenstände zusammen. Die Hüllblätter sind fast kahl und daher mehr oder weniger glänzend. Der Körbboden ist kahl. Die Blütenkörbchen besitzen eine Länge von 2,5 bis 3 Millimeter (teilweise nur 2 Millimeter) sowie einen Durchmesser von 1,5 bis 2 Millimeter und enthalten nur Röhrenblüten. Die Randblüten sind, so wie die inneren Blüten, zwittrig.
Die Blühzeit reicht in Mitteleuropa von September bis Oktober.
Die Chromosomenzahl beträgt 2n = 36 oder 18.

## Vorkommen und Gefährdung
Der Salzsteppen-Wermut ist in Mittel-, Südost- und Osteuropa verbreitet. Im deutschsprachigen Raum tritt er nur in Österreich auf.
In Österreich sind Vorkommen nur aus dem pannonischen Gebiet der Bundesländer Niederösterreich (im Marchfeld) und dem Burgenland (im Seewinkel) bekannt. Der Salzsteppen-Wermut tritt lokal häufig bis zerstreut auf Salzsteppenrasen der collinen Höhenstufe auf, allerdings sind die geeigneten Standorte sehr selten. In Österreich gilt der Salzsteppen-Wermut als gefährdet.

## Systematik
Die Erstveröffentlichung von Artemisia santonicum erfolgte 1753 durch Carl von Linné in Species Plantarum, S. 845. Synonyme für Artemisia santonicum L. sind: Seriphidium santonicum (L.) Soják, Artemisia boschniakiana (Besser) DC., Artemisia monogyna Waldst. & Kit., Artemisia praticola Klokov, Seriphidium monogynum (Waldst. & Kit.) Poljakov, Artemisia maritima subsp. monogyna (Waldst. & Kit.) Hegi, Artemisia maritima var. boschniakiana Besser.
Von Artemisia santonicum gibt es mindestens zwei Unterarten:
- Artemisia santonicum L. subsp. santonicum: Sie kommt in Ungarn, auf der Balkanhalbinsel, in Rumänien, Moldawien, der Ukraine, Russland, in der Ägäis und in der Türkei vor.[1]
- Artemisia santonicum subsp. patens K.M.Perss.: Sie kommt in Österreich, in Ungarn, in der Slowakei, in früheren Jugoslawien, Bulgarien, Rumänien und in der Türkei vor.[1]

## Bild

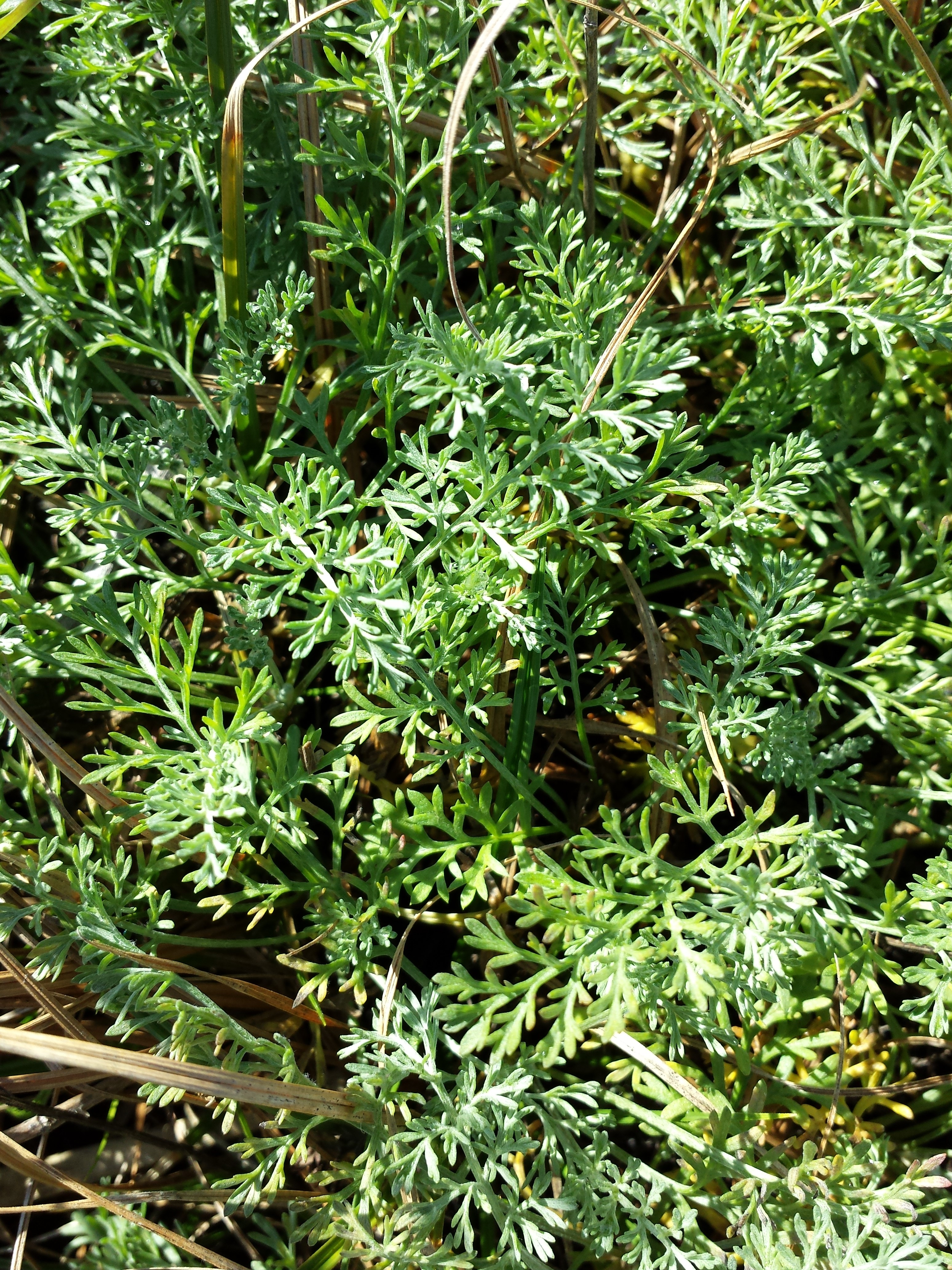
Grundblätter
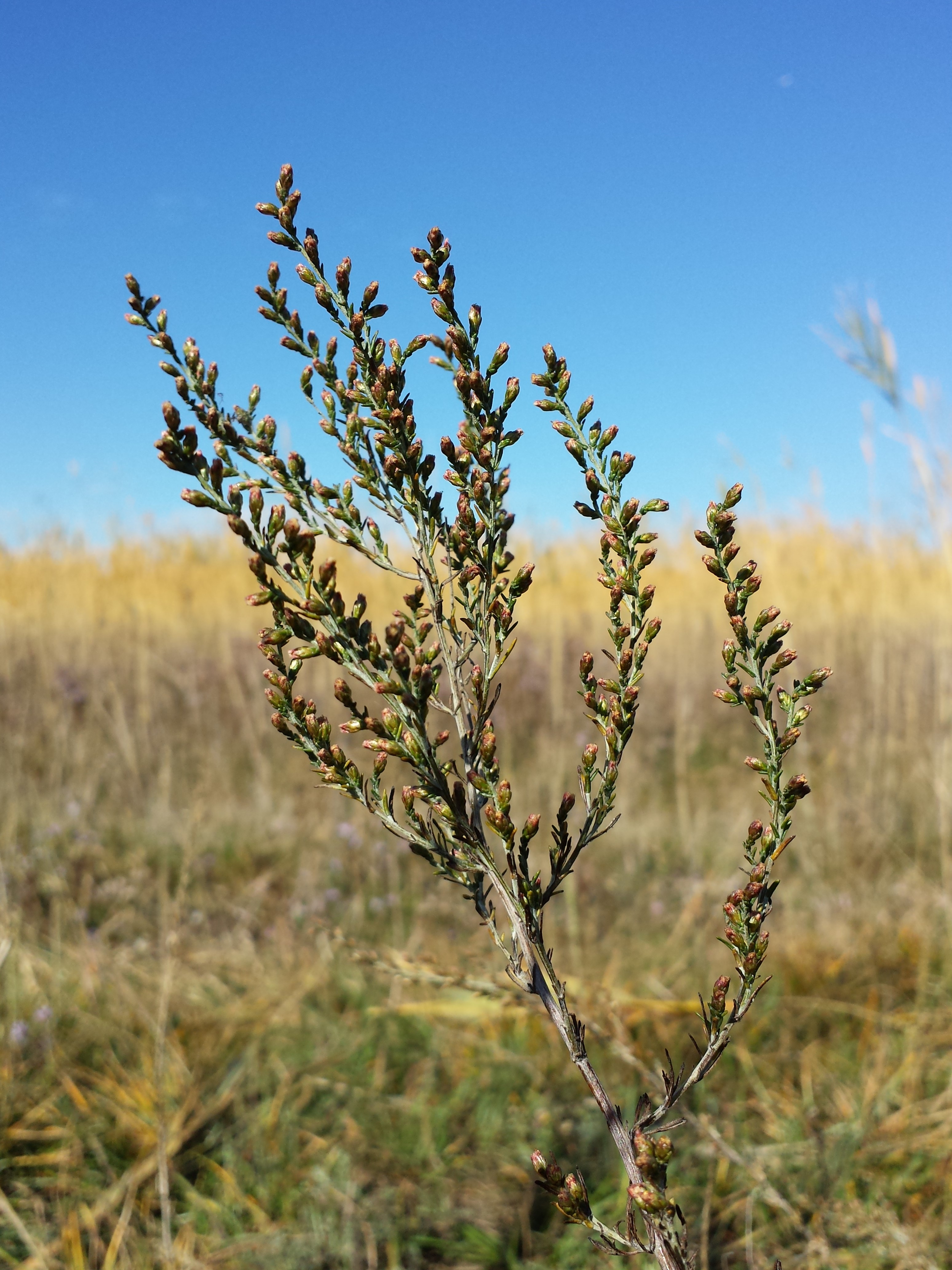
Form mit aufrechten Köpfchen
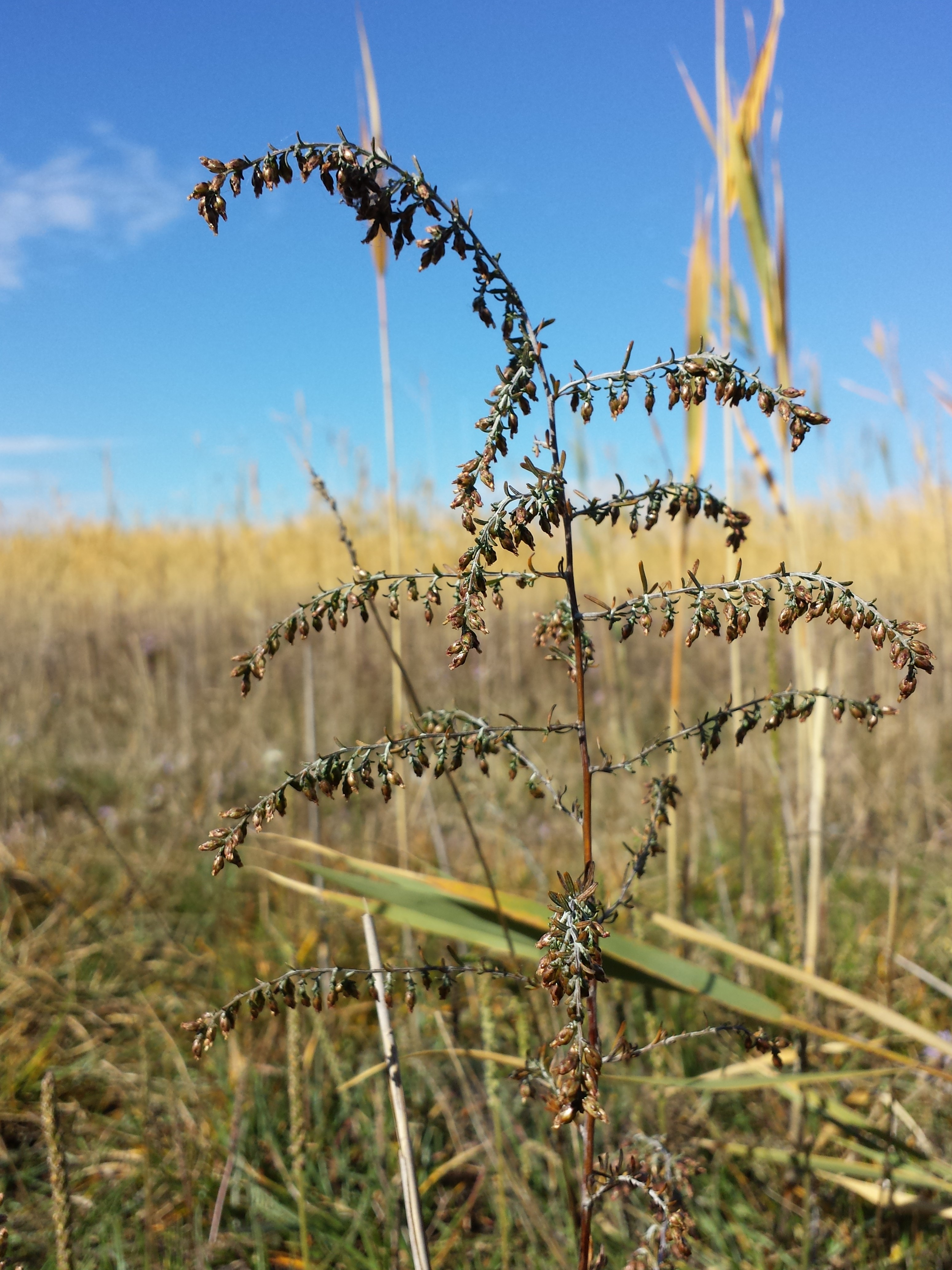
Form mit nickenden Köpfchen